# Ḩalachrūd
Ḩalachrūd (persiska: هَلاچارو, چالِه جارو, خَلَج رود, حلچرود, Halāchārū) är en ort i Iran.   Den ligger i provinsen Kermanshah, i den nordvästra delen av landet, 400 km väster om huvudstaden Teheran. Ḩalachrūd ligger 1 446 meter över havet och antalet invånare är 291.
Terrängen runt Ḩalachrūd är lite bergig. Runt Ḩalachrūd är det ganska tätbefolkat, med 124 invånare per kvadratkilometer. Närmaste större samhälle är Kangāvar, 17,7 km norr om Ḩalachrūd. Trakten runt Ḩalachrūd består i huvudsak av gräsmarker.